# La Nueva Reforma, Tepetlán
La Nueva Reforma är en ort i Mexiko.   Den ligger i kommunen Tepetlán och delstaten Veracruz, i den sydöstra delen av landet, 250 km öster om huvudstaden Mexico City. La Nueva Reforma ligger 1 413 meter över havet och antalet invånare är 114.
Terrängen runt La Nueva Reforma är kuperad åt sydväst, men åt nordost är den bergig. Runt La Nueva Reforma är det ganska tätbefolkat, med 100 invånare per kvadratkilometer. Närmaste större samhälle är Naolinco de Victoria, 12,9 km väster om La Nueva Reforma. I omgivningarna runt La Nueva Reforma växer huvudsakligen savannskog.